# Norbert Prager
Norbert Prager (* 17. Januar 1891 in Dobrzyń, Polen; † 29. Juni 1965 in Hannover) war ein deutscher Kaufmann und unter anderem der erste Vorsitzende der Jüdischen Gemeinde Hannover nach dem Zweiten Weltkrieg sowie Mitinitiator der Gesellschaft für Christlich-Jüdische Zusammenarbeit.

## Leben

### Familie
Der in Polen geborene Norbert Prager war verheiratet mit der Nichtjüdin Frieda (* 17. März 1900; † 30. Oktober 1980).

### Werdegang

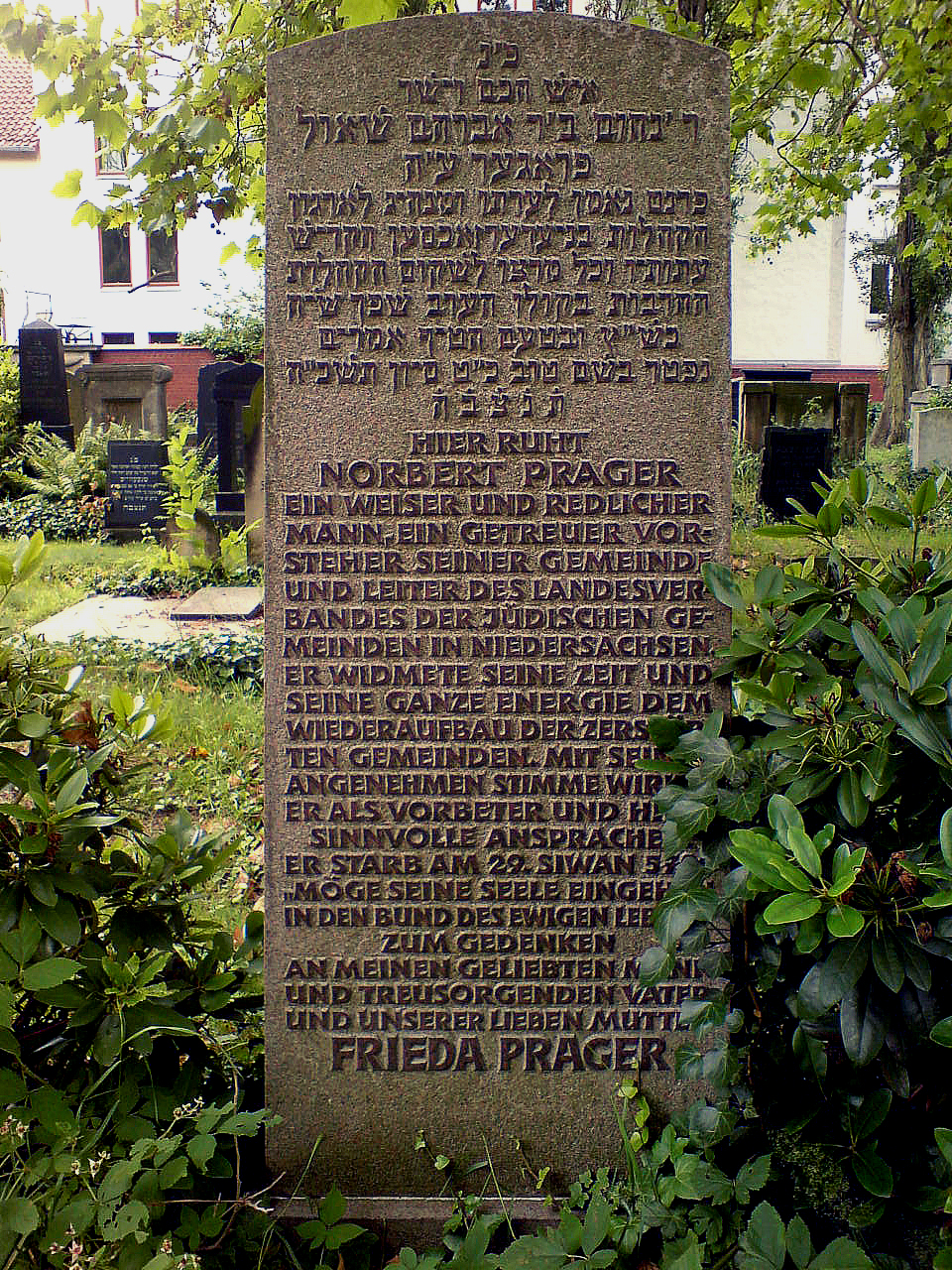
Grabmal von Norbert Prager und Frieda; Jüdischer Friedhof An der Strangriede

Norbert Prager sprach Polnisch, Jiddisch, Russisch und Deutsch und erhielt seine religiöse Ausbildung in Polen.
1912 kam Prager nach Deutschland und war laut dem Adressbuch der Stadt Hannover seit 1928 als Gold- und Silberwarenhändler in der Stadt ansässig. Er engagierte sich in der örtlichen jüdischen Gemeinde und war – obwohl sogenannter „Ostjude“ – vollständig in der Synagogen-Gemeinde sowie das von den hannoverschen Juden bestimmte religiöse und gesellschaftliche Leben integriert.
Am 3./4. September 1941 wurde Prager in das Haus Herschelstraße 31 eingewiesen, das im Rahmen der von Gauleiter Hartmann Lauterbacher angeordneten Aktion Lauterbacher zu einem der 16 „Judenhäuser“ in Hannover bestimmt worden war. Daraufhin wurde er in das Konzentrationslager Buchenwald deportiert, nach kurzer Zeit aber wieder von dort entlassen, da er mit einer nichtjüdischen Frau verheiratet war.
Nach der Befreiung vom Nationalsozialismus blieb Prager bewusst in Hannover, um – mit Genehmigung der britischen Militärregierung im August 1945 – erneut eine jüdische Gemeinde aufzubauen. Schon am 8. September des Jahres hielt Norbert Prager den ersten Gottesdienst in Hannover ab und wurde noch im Dezember desselben Jahres zum Vorsitzenden der jüdischen Gemeinde gewählt. Zugleich hatte sich 1945 jedoch eine zweite Gemeinde in Hannover aus dem Jewish Committee gegründet, die den Vorhaben von Prager ablehnend gegenüberstanden. Erst, nachdem Pragers eigene Gemeinde 1954 in das Vereinsregister eingetragen worden war (heute ist die Gemeinde eine Körperschaft des öffentlichen Rechts), fand er sich bereit, Mitglieder der zweiten Gemeinde in seiner eigenen aufzunehmen.
Als „Vater der jüdischen Gemeinde“ sah Prager diese in der Fortführung der ehemaligen Gemeinde der während der Reichspogromnacht zerstörten Neuen Synagoge an.
Neben dem Amt des Gemeinde-Vorstehers nahm Norbert Prager auch die Ämter des Seelsorgers sowie des Vorbeters wahr. In Hannover weihte er
- 1953 das jüdische Altersheim in der Haeckelstraße,[3]
- 1960 die neue Friedhofshalle auf dem Jüdischen Friedhof Bothfeld[3], und
- am 9. November 1963 die neue Synagoge in der Haeckelstraße.[3]

Norbert Prager war Mitgründer und auch Vorsitzender des Landesverbands der Jüdischen Gemeinden von Niedersachsen und Mitglied im Zentralrat der Juden in Deutschland. Er gehörte außerdem zu den Initiatoren der Gesellschaft für Brüderlichkeit (heutiger Name: Gesellschaft für Christlich-Jüdische Zusammenarbeit).
Norbert Prager und seine Ehefrau Frieda wurden begraben auf dem Jüdischen Friedhof An der Strangriede im Stadtteil Nordstadt von Hannover.

## Ehrungen
Als Deutscher jüdischen Glaubens strebte Norbert Prager mit Menschlichkeit und Toleranz eine Aussöhnung mit den Deutschen an. Er wurde ausgezeichnet mit dem Großen Verdienstkreuz des Verdienstordens der Bundesrepublik Deutschland sowie dem Großen Verdienstkreuz des Niedersächsischen Verdienstordens.